# Brachiuro

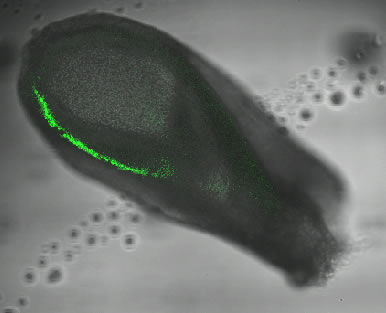
Brachyury expression in 7.5dpc CD1 mouse embryos

La proteina brachiuro (dal greco βραχύς, "corto" e ουρά, "coda") è una proteina che nell'uomo, è codificata dal gene TBXT (fattore T trascrizione di T-box).
La proteina brachiuro funziona come un fattore di trascrizione all'interno della famiglia di geni T-box. Gli omologhi della proteina brachiuro sono stati trovati in tutti gli animali bilateri o bilateria che sono stati sottoposti a screening, così come lo cnidario di acqua dolce Hydra.

## Storia
La mutazione brachiuro è stata descritta per la prima volta nei topi da Nadezhda Alexandrovna Dobrovolskaya-Zavadskaya nel 1927 come una mutazione che ha colpito la lunghezza della coda e le vertebre sacrali negli animali eterozigoti. Negli animali omozigoti la mutazione brachiuro è letale intorno al 10 ° giorno embrionale a causa di difetti nella formazione del mesoderma, della differenziazione della notocorda e dell'assenza di strutture posteriori alla gemma degli arti anteriori (Dobrovolskaïa-Zavadskaïa, 1927).
Nel 2018 HGNC ha aggiornato il nome del gene umano da T a TBXT, presumibilmente per superare le difficoltà associate alla ricerca di un simbolo del gene a singola lettera. Si presume che anche la nomenclatura dei topi verrà aggiornata a tempo opportuno.
Il gene T del topo è stato clonato da Bernhard Herrmann e colleghi è stato dimostrato che questo gene codifica un fattore di trascrizione nucleare embrionale di 436 amminoacidi. T si lega a uno specifico elemento di DNA, una sequenza TCACACCT quasi palindromica attraverso una regione nel suo N-terminale, chiamata T-box. Il T è il membro fondatore della famiglia T-box che nei mammiferi consiste in 18 geni T-box.
La struttura cristallina della proteina umana brachyury è stata definita nel 2017 da Opher Gileadi e colleghi dello Structural Genomics Consortium di Oxford.

## Funzione
Il gene brachiuro sembra avere un ruolo conservato nella definizione della linea mediana di un organismo bilaterale, e quindi nell'istituzione dell'asse antero-posteriore; questa funzione è evidente nei cordati e nei molluschi.
Il suo ruolo ancestrale, o almeno il ruolo che svolge negli Cnidaria, sembra essere fondamentale nella definizione del blastopore.
Definisce, inoltre, il mesoderma durante la gastrulazione. 
Il gene T è necessario per i normali movimenti delle cellule morfogenetiche mesodermiche durante gastrulazione.
Le tecniche basate sulla coltura tissutale hanno dimostrato che uno dei suoi ruoli potrebbe essere quello di controllare la velocità delle cellule mentre lasciano la striscia primitiva.
È stato anche dimostrato che il brachiuro aiuta a stabilire il modello vertebrale cervicale durante lo sviluppo fetale. Il numero di vertebre cervicali è altamente conservato tra tutti i mammiferi; tuttavia una mutazione spontanea in questo gene è stata associata allo sviluppo di sei o meno vertebre cervicali invece delle solite sette nella displasia vertebrale e spinale (VSD).
Questa mutazione, infatti,  comporta la sostituzione di una citosina con una guanina al nucleotide 189 del gene (C189G), che provoca una sostituzione dell'aminoacido isoleucina a metionina in posizione 63 nella proteina codificata. 
Il fattore di trascrizione è codificato dal gene T ed è importante nell'embrione normale per lo sviluppo del mesoderma posteriore.
Un tessuto embrionale che darà origine a somiti che successivamente danno origine alle vertebre e la coda.
Questa mutazione può nei gatti determinare incontinenza fecale e/o urinaria, mentre nei cani sembra essere associata al tratto coda corta o assente. Inoltre questa mutazione nei cani non altera la libido e le capacità riproduttive degli stessi.

## Mutazione T-box nei cani

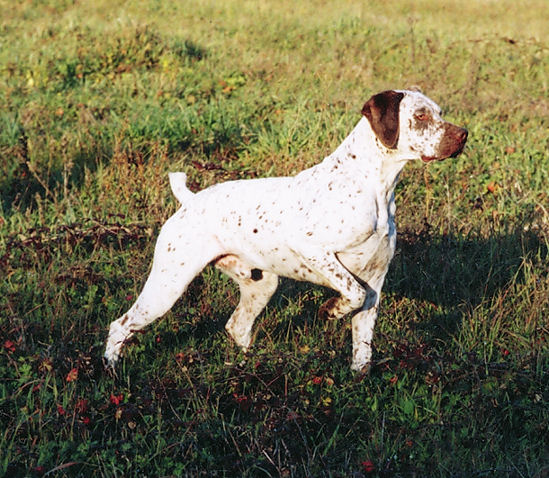
Bracco del Bourbonnais a coda corta o brachiuro naturale

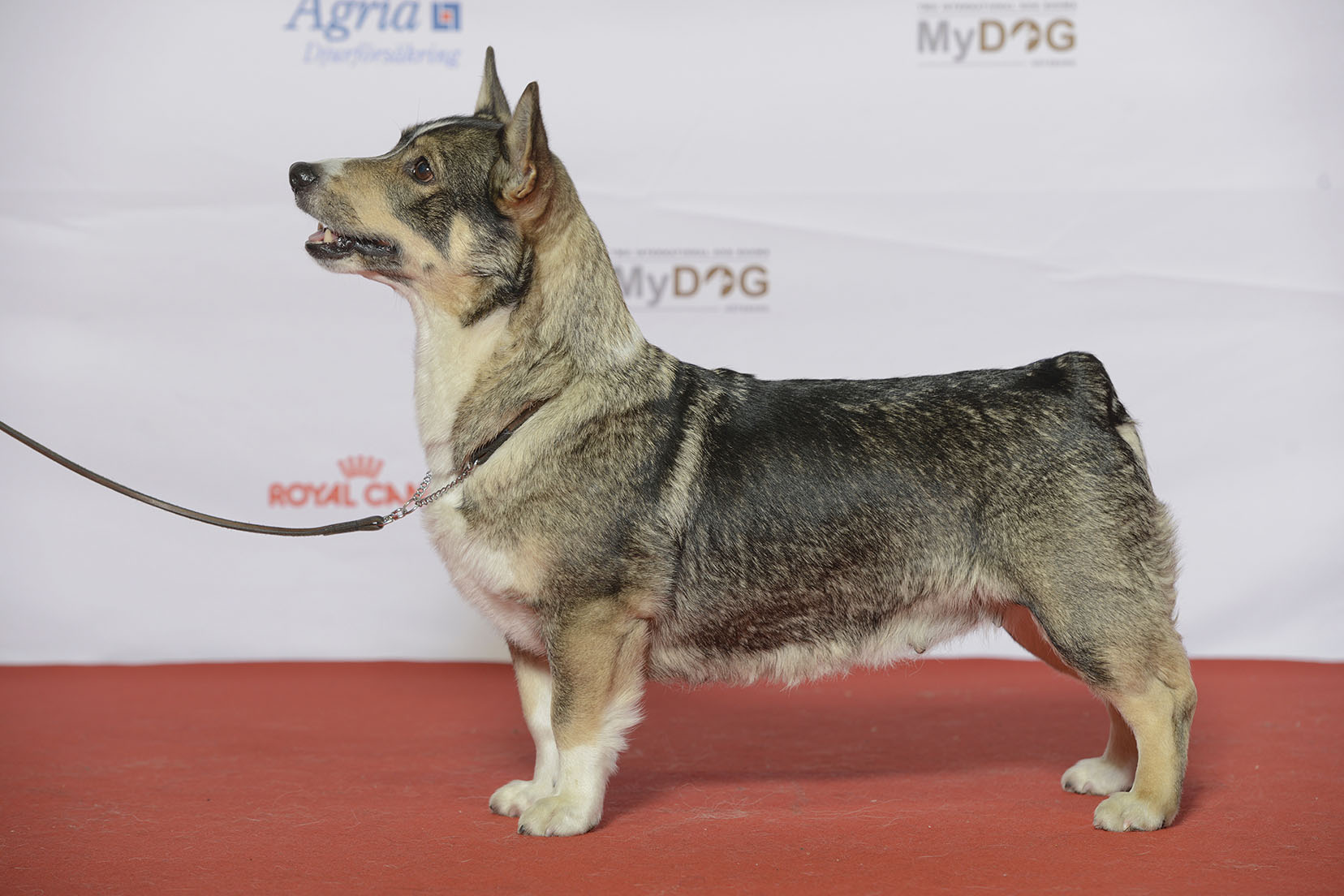
Un Västgötaspets anuro

Le razze di cani differiscono anche per i vari fenotipi della coda; inoltre, esistono cani congenitamente a coda corta o del tutto assente in molte razze. La lunghezza della coda dipende dal numero delle vertebre caudali, che possono variare significativamente tra i vari soggetti. Diverse razze di cani mostrano code molto corte (brachiuri) o addirittura presentano una completa assenza delle vertebre della coda (anuri).
Questa condizione è dovuta alla mutazione del gene del fattore di trascrizione T-box T (C189G), mutazione descritta inizialmente solo nel welsh corgi pembroke coda mozza.
Va però anche detto che la coda brachiura o anura è determinata da molteplici modelli di eredità o variazioni di penetranza.
In uno studio condotto su 17 razze naturalmente brachiure, 6 di queste non mostravano una correlazione con il gene T-box T (C189G); inoltre è stato visto che questa mutazione non è mai presente in forma omozigote, suggerendo che questa condizione sia letale; infatti quando entrambi i genitori di cani di razza Västgötaspets sono portatori di questa mutazione, le cucciolate diminuiscono del 29%.

### Razze anure o brachiure
Queste sono le 17 razze con la mutazione C189G:
1. Australian Shepherd
2. Austrian Pinscher
3. Australian Stumpy Tail Cattle Dog
4. Bracco del Bourbonnais
5. Brazilian Terrier
6. Épagneul breton
7. Cane da pastore croato
8. Dansk-svensk gårdshund
9. Jack Russell terrier
10. Cane da orso della Carelia
11. Mudi
12. Cane da pastore di Vallée
13. Cane da pastore dei Pirenei a pelo lungo
14. Savoy Sheepdog
15. Schipperke
16. Spanish Water Dog
17. Västgötaspets

Queste sono le 6 razze senza la mutazione C189G:
1. Boston Terrier
2. English Bulldog
3. King Charles spaniel
4. Miniature Schnauzer
5. Parson Russell terrier
6. Rottweiler

Dai risultati di questo studio si evince che la mutazione del gene T è presente in molti ma non tutti i cani a coda corta e in questo caso è probabile che altri fattori genetici regolano la lunghezza della coda.
Altre razze brachiure o anure sono:
1. Bobtail[18]
2. Donggyeongi coreano[19][20]
3. Pastore fonnese italiano[21][22]
4. Welsh corgi pembroke[17]
5. Labrador retriever occasionalmente[15]
6. Cocker Spaniels occasionalmente[23]

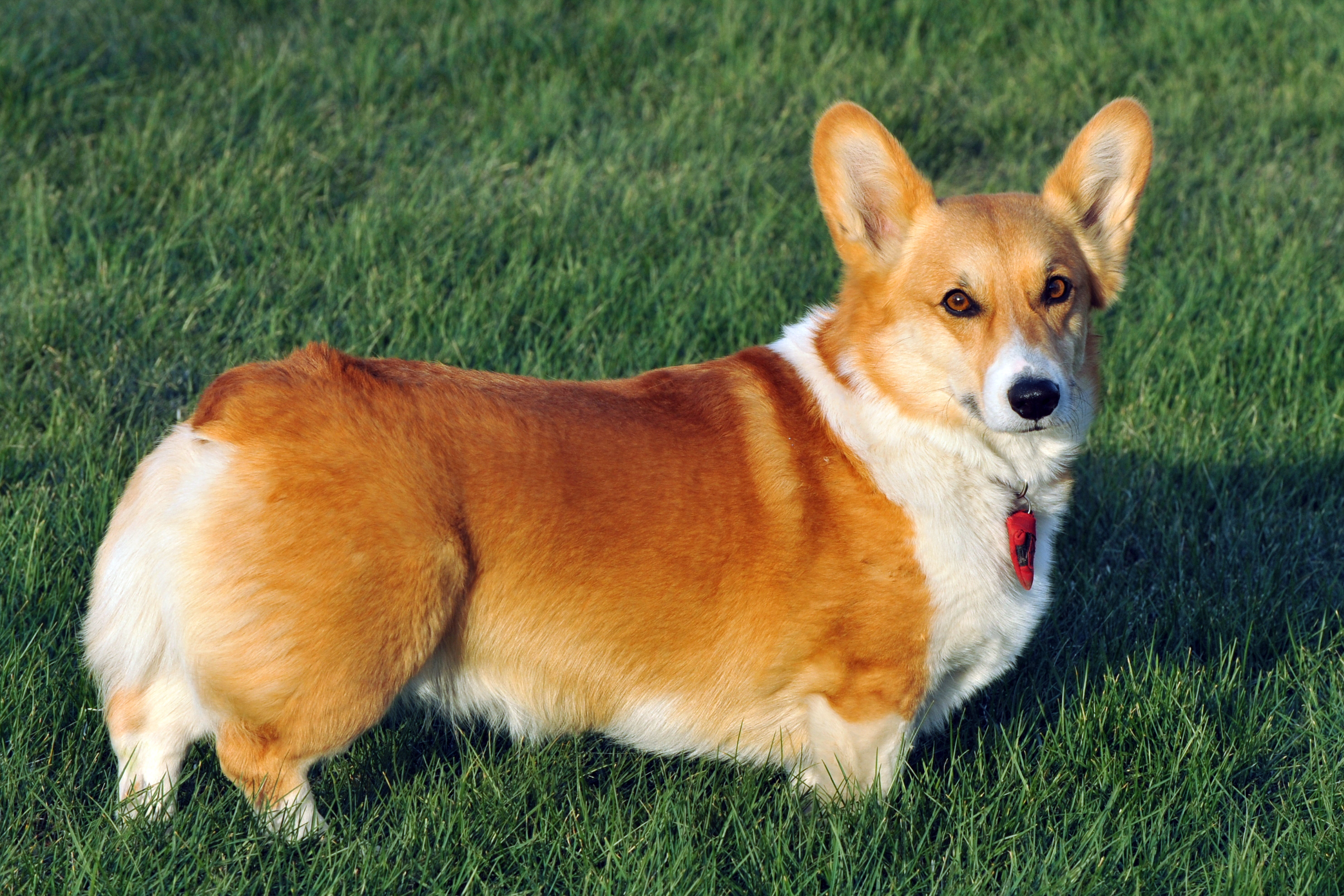
Welsh corgi pembroke

7. Griffone di Bruxelles occasionalmente[23]

Razze canine in cui la mutazione C189G è stata introdotta mediante incroci:
- Boxer[24]

Vari test genetici di laboratorio che utilizzano la PCR-RFLP, permettono di stabilire se il tratto anuro è congenito o acquisito con la pratica, ovunque proibita, della caudicectomia.

## Gatti anuri o brachiuri
Più di un gene è responsabile della soppressione della coda nei gatti; la ricerca è incompleta, ma è noto che il Bobtail giapponese e le razze affini hanno una mutazione diversa da quella riscontrata nel Manx e nei suoi derivati.
1. Bobtail americano
2. Bobtail giapponese: le code sono corte e piegate, ma non del tutto assenti
3. Bobtail della Carelia[25]- le code sono corte e piegate, ma non del tutto assenti
4. Bobtail coreano: le code sono corte e piegate, ma non del tutto assenti
5. Kurilian Bobtail
6. Manx e Cymric o Manx Longhair; code vanno da pieno a completamente assente
7. Mekong Bobtail,[26] una variante del siamese
8. Pixie-bob

Razze sperimentali (principalmente incroci di cui sopra):
1. Gatto della lince alpina
2. Gatto lince americano
3. Gatto della lince del deserto
4. Gatto Highlander
5. Owyhee Bob